# Far Away Eyes
"Far Away Eyes" é uma música da banda britânica The Rolling Stones presente no álbum Some Girls. Foi lançado, como o lado B do single "Miss You", na Rolling Stones Records, em 9 de junho de 1978. A Rolling Stone fez dela a 73ª música em sua lista de 'As 100 maiores músicas dos Rolling Stones'.

## Composição
Mick Jagger e Keith Richards colaboraram extensivamente na composição e composição da música, que foi gravada no final de 1977.  Existe uma versão pirata com o canto de Richards. Os Stones, fãs de música country de longa data, incorporaram muitos aspectos da música country ao estilo de Bakersfield nessa música. Eles incluíam, em particular, o uso de um pedal de guitarra por aço de Ronnie Wood para um solo e destaques, um instrumento usado em outras músicas do álbum, como "Shattered" e "When the Whip Comes Down".

## Performances
Os Rolling Stones tocaram "Far Away Eyes" esporadicamente desde a introdução de seu repertório. É apresentado no filme de concerto Some Girls: Live in Texas '78, com o violinista Doug Kershaw.  Uma gravação ao vivo de julho de 1995 foi incluída no álbum Totally Stripped (2016), e uma apresentação da turnê A Bigger Bang Tour dos Stones, de 2006, aparece no filme de concerto de 2008, Shine a Light e no álbum ao vivo que o acompanha. Em 20 de maio de 2013, a música foi tocada em Los Angeles como parte da "50 & Counting Tour" dos Stones. Durante a turnê do CEP, os Stones tocaram "Far Away Eyes" no LP Field em Nashville, Tennessee, em 17 de junho de 2015.
A música foi regravada por The Handsome Family em seu álbum de 2002, Smothered and Covered.

## Videoclipe
O clipe foi dirigido por Michael Lindsay-Hogg, responsável por outros clipes da banda como "Start me Up" e "Jumpin' Jack Flash". 

## Músicos
- Mick Jagger - vocal, piano
- Keith Richards - guitarra, piano
- Ronnie Wood - vocal de apoio, guitarra
- Bill Wyman -  baixo
- Charlie Watts - bateria